# Super Mario Strikers
Super Mario Strikers (スーパーマリオストライカーズ Sūpā Mario Sutoraikāzu?), conocido como Mario Smash Football en Europa y Australia, es un videojuego de fútbol sala desarrollado por Next Level Games para la consola Nintendo GameCube. El juego fue inicialmente lanzado para Europa y Estados Unidos a finales de 2005, y en Japón y Australia a inicios de 2006. La secuela del juego, titulada como Mario Strikers: Charged Football, fue también desarrollada por Next Level Games, pero para la consola Wii. Los desarrolladores del juego habían trabajado con la serie NHL —un conjunto de videojuegos desarrollados a partir de la asociación de hockey sobre hielo del mismo nombre, los cuales tienen por temática dicho deporte— poco antes de comenzar a diseñar Strikers, y a causa de ello, esto sirvió como una inspiración para recrear el ambiente dinámico y la acción que presenta el juego.
Strikers es un juego de deportes que incluye varios de los elementos representativos de la serie de Mario. El juego presenta los aspectos y objetivos básicos de un título basado en el fútbol, puesto que el juego no presenta árbitros y los personajes pueden golpear y atacar a sus contrincantes de una manera legítima con el fin de quitarles el balón. De manera similar a otros juegos de deportes como Mario Power Tennis, el jugador puede utilizar ítems basados en Mario como plátanos o conchas para frenar el avance enemigo y ganar con ello ventaja durante el partido. El capitán de cada equipo puede ejecutar un «Super Strike» que, si es efectuado a un ritmo adecuado, puede darle dos puntos extra al equipo que realizó dicha técnica. Cada equipo está compuesto por un portero, un personaje principal de Mario que funciona como capitán, y tres personajes secundarios idénticos que se utilizan como compañeros de campo.
El juego recibió una buena recepción por parte de los medios especializados, pues alcanzó una puntuación promedio de 76% por parte de GameRankings. En general, los críticos elogiaron la accesibilidad y el modo multijugador de Strikers, aunque mencionaron también que el juego carecía de más modos de juego, así como de una mayor diversidad de opciones para el modo de un solo jugador. Cabe señalar, que este fue el último juego de Mario para la GameCube. Sin embargo, tuvo una secuela para la consola Wii, llamada Mario Strikers Charged.

## Sistema de juego

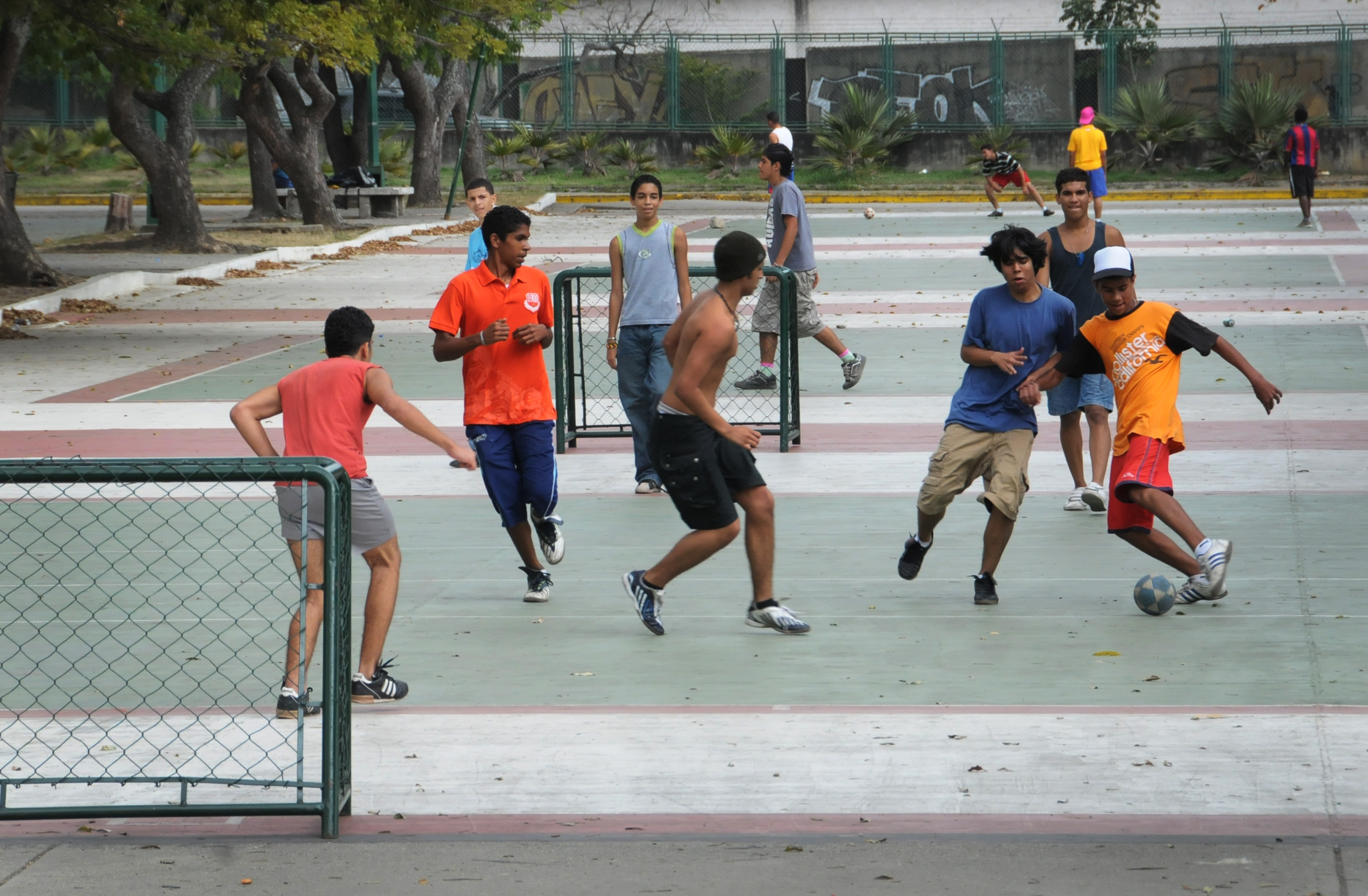
Super Mario Strikers es un videojuego de deportes basado en el fútbol sala; en él, los jugadores pueden realizar diversas técnicas con el fin de anotar un gol. Este género del fútbol, tiene relación con el callejero. En la imagen, unos jóvenes en un partido en la ciudad de Caracas.

Super Mario Strikers es un juego de deportes enfocado en el fútbol sala que comprende varios de los personajes y elementos de la serie de Mario. El jugador escoge un equipo que posee cinco miembros, al igual que el equipo contrario. También, el capitán de cada equipo es representado por uno de los personajes principales de la serie, en tanto que otros tres personajes secundarios de Mario funcionan como los compañeros. Kritter es el portero para todos los equipos, aunque para el «Super Team» se hace una excepción, pues dicho equipo consiste en cuatro robots capitanes, cuyo portero es un Robo-Kritter. Tanto los compañeros como los capitanes poseen diversos grados de juego, es decir que sus atributos deportivos pueden diferir tanto en «balance» como en «defensa», lo que permite crear una combinación equilibrada para diferentes tipos de equipos. Strikers contiene el mismo sistema de juego que ofrecen otros títulos de fútbol, pues ciertas características como barrerse, embestir a los otros jugadores y dominar la pelota, se pueden realizar dentro de una partida cualquiera. A pesar de ello, los personajes pueden golpear legítimamente a sus oponentes con o sin el balón, para evitar que logren anotar un gol —dicha técnica recibe el nombre de «Big Hit»—, lo cual resulta en un estilo de juego similar al de las arcadias. El juego también presenta los llamados pases y tiros «perfectos», los cuales se activan una vez que el jugador le pasa el balón a un compañero que se encuentra cerca de anotar un gol. El ataque más poderoso que se puede ejecutar es el «Super Strike», que sólo puede realizar el capitán del equipo y que si se realiza bien anotándose el gol, este cuenta como dos puntos en vez de uno solo. Una vez que el ataque está cargado, el jugador debe presionar en el tiempo correcto un cierto botón para hacer que una barra de energía visible en la pantalla se agote, y lograr con ello que el personaje tire a gol para ganar puntos; asimismo, al momento en que se activa el «Super Strike» aparece una breve animación que es específica para cada personaje.
Al igual que en otros juegos de deportes de Mario como Mario Power Tennis, el jugador puede usar ítems —plátanos, conchas rojas, etc.— para impedir el avance del oponente. Algunos poderes pueden ayudar al jugador pues garantizan una invulnerabilidad temporal, en tanto que otros power ups pueden inmovilizar o dificultar el avance del equipo contrario. El principal enemigo de la serie de Mario, Bowser, puede aparecer repentinamente como un personaje no controlable, y obstaculizar a los jugadores de ambos bandos. Strikers contiene seis estadios, los cuales poseen una malla eléctrica que impide que el balón salga fuera del campo. Dichos estadios sólo varían en aspectos estéticos y no afectan para nada al sistema de juego, aunque ofrecen diferentes tipos de superficies como césped y madera. El jugador puede ajustar las opciones de juego para limitar o expandir la duración de los partidos, y seleccionar si ciertas características como el «Super Strike» pueden ser activadas. Conforme el jugador avanza a través del juego, varios ajustes adicionales pueden desbloquearse, tales como hacer que los porteros sean más débiles o permitir que exista un número infinito de ítems.
Strikers contiene múltiples modos de juego como el «Grudge Match», el cual es el modo estándar para los encuentros para un solo jugador como también para el multijugador. Es posible acceder a sesiones de entrenamiento en el modo «Strikers 101», donde el jugador puede mejorar sus habilidades relacionadas con los tiros del balón y las embestidas contra los oponentes. Las «Cup Battles» permiten unir hasta cuatro jugadores simultáneos para que compitan en torneos contra la inteligencia artificial del juego, y poder así avanzar a lo largo de niveles más altos de dificultad, premiando al jugador con trofeos; asimismo, el último torneo es el nivel «Super», el cual denota el nivel más elevado de dificultad dentro de las diferentes categorías de los campeonatos.

## Desarrollo
Strikers fue desarrollado por Next Level Games, quien reveló el juego durante la convención E3 en su versión de 2005, en forma de una demostración jugable. Durante una entrevista con el director del juego, Mike Inglehart junto con el director de mercadotecnia, Grace Kim, declararon que Super Mario Strikers estaba contemplado para ser simplemente un juego más realista en comparación con otros títulos de deportes de la serie de Mario, pero el equipo de desarrollo optó por darle al juego una perspectiva «superior», después de múltiples consultas que el equipo sostuvo con Nintendo. Next Level Games mencionó que Strikers contiene ciertas similitudes con NHL Hitz Pro, en relación con su mecánica de juego, pues comentó que dicho título influyó en la «respuesta de juego» que posee Strikers, así como el uso de porteros y la posibilidad de utilizar ataques dentro del estadio. Los desarrolladores también revelaron que deseaban hacer al sistema de personajes como «balanceado y divertido», a pesar de que Nintendo poseía la «última palabra» respecto al diseño de los personajes, ya que ellos querían hacer unos personajes «agresivos», pero sin afectar demasiado el típico diseño y caracterización de los mismos. Por esta razón, el proceso de grabación de voz para Strikers necesitó de más líneas, en relación con anteriores títulos deportivos de Mario.
En compañía del productor Ken Yeeloy, Inglehart mencionó durante una entrevista que él anhelaba vincular una nueva característica mediante Strikers con el fútbol. Por ello, el equipo decidió acentuar las «partes emocionantes» del juego, e Inglehart sugirió que se incluyera una barrera electrificada dentro del estadio para ejemplificar el uso de la fuerza física dentro de dicho deporte. También explicó los motivos por los que no se incluyó un sistema de faltas o de tarjetas amarillas, pues más bien pensó que sería mejor enfocarse en un sistema de poderes y compensar así las fuerzas del equipo para cada jugador, y garantizar un equilibrio entre el empuje de los personajes.

## Recepción
Super Mario Strikers recibió críticas favorables en su mayoría; los críticos elogiaron la caracterización con la que cuenta el juego así como su estilo visual gráfico. Brian Ekberg de GameSpot, elogió la accesibilidad del juego respecto a su sistema de controles, ya que mencionó que el «diseño de Strikers [te permite] tomar el control y comenzar a jugar de inmediato, pues éste te permitirá jugar como una versión animada de Pelé en un santiamén». De una manera similar, la crítica acogió con satisfacción la elección que los desarrolladores tomaron para hacer de lado las reglas tradicionales del fútbol, y enfocarse a favor de diseñar un sistema de juego similar al de las arcadias. A pesar de ello, IGN se quejó de que el juego contenía una variedad de modos «decepcionantemente precaria», así como de la escasa diversidad de personajes seleccionables y de la inflexibilidad para poder escoger una alineación correcta para los equipos. En una reseña similar, realizada por Eurogamer, se criticaron los vagos atributos que ofrecían los personajes, ya que esto implicaba una dificultad para estimar sus respectivas fortalezas y debilidades. A pesar de que disfrutó la variedad de los estadios que ofrece Strikers, GameSpot notó que éstos solo diferían entre sí por ciertos retoques estéticos, pues criticó la falta de ciertos rasgos físicos para que fueran más interesantes al momento de elegirlos.
El sistema multijugador de Strikers fue particularmente bien recibido por la crítica, pues los revisores elogiaron que éste proveía una «acción dinámica y agresiva». No obstante, en otras reseñas se mencionaba que el modo para un jugador contenía una respuesta «poco entusiasta», pues los críticos señalaban que dicho modo de juego resultaba «aburrido y repetitivo». GameSpot mencionó también que ciertas características fueron «sobreexplotadas», como el hecho de que los personajes pueden atacar embistiendo además de la habilidad para barrerse constantemente, ya que estos impidieron a los desarrolladores agregar un medidor de estamina. A pesar de ello, Eurogamer mencionó que el juego en sí fue mucho más profundo a como se tenía previsto, en tanto que IGN comentó que los controles eran algo «estrictos», así como el poder especial de los Super Strikes. La capacidad de empujar a los enemigos hacia la barrera eléctrica, así como el uso de ítems en ciertos momentos, fueron elementos que los revisores recibieron de buena manera, ya que aclararon que eso mantenía un cierto entretenimiento al momento en que el jugador se encuentra en modo defensivo.
Los gráficos del juego recibieron una respuesta mixta, pues en varias reseñas se señalaban que las imágenes por segundo de Strikers presentaban problemas ocasionales. En tanto que algunos revisores loaban los modelos de los personajes y las animaciones de los goles, GameSpot lamentó la ausencia de una «sensación de Mario» al momento de evaluar los menús de opciones y las secciones de ajustes. IGN notó ciertas «texturas borrosas, estadios poco originales, y en la mayoría de las veces, una casi incomprensible tasa lenta de fotogramas por segundo»; pero a pesar de dicho comentario, le parecieron agradables las texturas y el estilo artístico de los personajes. Con respecto al audio, la crítica se mostró inconforme, pues, aunque ciertos revisores ensalzaban que las bullas de la audiencia como las de los personajes eran buenas, les desagradó el hecho de que la banda sonora fuera «bastante escasa [...] y sumamente repetitiva». GameSpot comentó que la música mostrada en los menús había «un poco de estilo agradable en la misma», a pesar de que a veces cuando uno escucha por primera vez la celebración que realiza Luigi cuando anota un gol resulta «encantadora», después de que uno la escucha varias veces, esta se vuelve «enfadosa».

### Premios y ventas
Durante la cobertura que GameSpot dio para la conferencia E3 de 2005, el título recibió el premio al «mejor juego de deportes», y fue nominado para la categoría de «mejor juego del evento». Por parte de GameSpy, el juego recibió los premios para «mejor juego de deportes para GameCube», «mejor multijugador para GameCube»; todos ellos durante la edición de los «Mejores Juegos del año 2005», y ganó también la segunda posición dentro de una lista en la que dicho sitio web englobaba a los mejores juegos de GameCube de 2005. Igualmente, el juego estuvo nominado para la categoría de «mejor juego de deportes» por parte de la Academy of Interactive Arts & Sciences, para la edición del año 2006 de los Interactive Achievement Awards. Hasta el 27 de diciembre de 2007, Super Mario Strikers había logrado vender 950 000 copias en Estados Unidos.